# جون أونيل (لاعب كرة قدم إسكتلندي)
جون أونيل (بالإنجليزية: John O'Neill)‏ (3 يناير 1974 بغلاسكو في المملكة المتحدة - ) هو مدرب كرة قدم ولاعب كرة قدم إسكتلندي في مركز الوسط. لعب مع كوين أوف ساوث ونادي بورنموث ونادي روس كاونتي ونادي سانت ميرين ونادي سلتيك ونادي ستيرلينغ ألبيون وAuchinleck Talbot F.C. ‏ ونادي كوينز بارك.

## وصلات خارجية
- جون أونيل (لاعب كرة قدم اسكتلندي) على موقع Soccerbase.com (لاعب) (الإنجليزية)